# Загреда (Дрвар)
Загреда је насељено мјесто у Босни и Херцеговини у општини Дрвар које административно припада Федерацији Босне и Херцеговине. Према попису становништва из 1991. у насељу је живјело становника.

## Становништво

### Презимена
У Загреди су до 1995. године живјели:
- Максић, 3 породице, славе Св. Димитрија;
- Карина, 2 породице, славе Св. Архангела Михаила (остале породице Карина су одселиле послије 1945. у Србију);
- Шешум, 2 породице, славе Ђурђевдан.

Данас 9. 10. 2011. због 1995. тамо има само 2 стална становника. Старији који су се вратили су помрли, а млађи су у изгнанству.